# Code Lyoko - Evolution
Code Lyoko - Evolution è una serie televisiva francese in tecnica mista del 2013. Si tratta di un serie live-action sequel della serie animata Code Lyoko trasmessa dal 2003 al 2007. Code Lyoko - Evolution è caratterizzato dall'utilizzo combinato del Live action nella rappresentazione del mondo reale per le scene ambientate alla scuola Kadic e dell'animazione al computer per le scene nel mondo virtuale.

## Trama
È passato un anno dopo la sconfitta di X.A.N.A., e Ulrich, Jeremy, Aelita, Yumi, Odd e William sono tornati alla loro routine quotidiana come allievi della scuola media-superiore Kadic. Ma XANA, l'intelligenza artificiale che erano riusciti a sconfiggere, riappare e i ragazzi sono costretti a riaccendere il Supercomputer per tornare su Lyoko e combatterlo di nuovo. A loro si unisce una nuova guerriera, Laura Gauthier, una ragazza molto intelligente che crede nella realtà virtuale, ma creerà molti problemi ai ragazzi.
Oltre a X.A.N.A., i Guerrieri Lyoko devono vedersela anche con un nuovo nemico, il terribile Professor Tyron, creatore del Cortex, il mondo virtuale dove il maligno X.A.N.A. ha trovato rifugio, ma Tyron è ignaro della presenza dell'intelligenza artificiale nel suo Supecomputer.

## Produzione
Il 31 maggio 2011, quattro anni dopo la conclusione di Code Lyoko, MoonScoop annunciò la produzione di una nuova serie tramite la pagina Facebook ufficiale. Il budget disponibile fu di 5,6 milioni di euro. Il 3 febbraio 2012 venne svelato il logo e, qualche giorno più tardi, iniziò il casting, aperto a tutti i ragazzi francofoni dai 14 anni in avanti, che si concluse il 26 marzo. Le riprese cominciarono il 2 luglio 2012, per una durata di nove settimane, ad Angoulême (Poitou-Charentes). Il cast venne reso noto ufficialmente il 5 dicembre 2012: i protagonisti sarebbero stati interpretati da Léonie Berthonnaud (Aelita), Marin Lafitte (Jeremy), Gulliver Bevernage-Benhadj (Odd), Quentin Merabet (Ulrich), Mélanie Tran (Yumi), Diego Mestanza (William), Bastien Thelliez (Jim) e Pauline Serieys (Laura, un nuovo personaggio). Quello stesso giorno, venne organizzata un'anteprima privata dei primi due episodi. Il primo divenne disponibile sul sito di France 4 dal 19 dicembre 2012, per promuovere la serie. Il debutto televisivo di Code Lyoko - Evolution fu invece fissato per il 5 gennaio 2013. Il 13 agosto 2015 è iniziata la trasmissione successiva replica episodi della serie su Rai 2.

## Personaggi
- Aelita Schaeffer, interpretata da Léonie Berthonnaud doppiata da Francesca Rinaldi. La protagonista della serie. Suo padre è il creatore di Lyoko. È innamorata di Jeremy. Viene soprannominata dai suoi amici "Principessa" soprattutto da Odd. Nei confronti di Laura fin dal primo momento è ostile a causa della sua gelosia in quanto entrambe hanno la stessa intelligenza e interessate a Jeremy ritenendo che ci sia solo un'unica signora Einstein per lui ovvero lei stessa. Ironia della sorte alla fine Aelita seguirà il consiglio di Laura ovvero di distruggere il Cortex pur di distruggere XANA anche se vuol dire rinunciare a trovare sua madre tramite il super computer di Tyron.
- Jeremy Belpois, interpretato da Marin Lafitte doppiato da Leonardo Caneva. Il genio del gruppo, è innamorato di Aelita. Viene soprannominato "Einstein" dai suoi amici.
- Ulrich Stern, interpretato da Quentin Merabet doppiato da Federico Campaiola. È un ragazzo sportivo, un po' testardo e a volte solitario, pratica le arti marziali ed è innamorato di Yumi, ma nessuno dei 2 ha il coraggio di ammetterlo.
- Odd Della Robbia, interpretato da Gulliver Bevernage-Benhadj, doppiato da Fabrizio Valezano. Il migliore amico di Ulrich, è il Dongiovanni della scuola, anche se ama una ragazza in particolare, Samantha.
- Yumi Ishiyama, interpretata da Mélanie Tran, doppiata da Ludovica Bebi. Una Ragazza Giapponese, pratica le arti marziali, è la migliore amica di Aelita, ed è innamorata di Ulrich, ma ritiene che è meglio che restino solo amici. Oltre a Ulrich, lei è soggetto d'amore di altri ragazzi, tra cui William.
- William Dunbar, interpretato da Diego Mestanza doppiato da Federico Bebi.
Dopo essere stato liberato dal controllo di X.A.N.A. nella serie originale, cerca senza successo di convincere i suoi amici a riammetterlo nel gruppo; tuttavia lo riaccoglieranno quando in "Rivalità" salva Ulrich dal cadere nel Mare Digitale. È innamorato di Yumi e per questo discute spesso con Ulrich.
- Laura Gauthier, interpretata da Pauline Serieys doppiata da Fabiola Bittarello.
Molto interessata alla programmazione dei videogiochi e alla realtà virtuale, è intelligente, curiosa e ambiziosa. Ha alterato il Ritorno al Passato perché non avesse effetto su di lei, per questo e per le sue abilità informatiche, entra nei Guerrieri Lyoko, anche se informata solo se estremamente necessario. Le piace Jeremy e questo suo legame con lui fa ingelosire Aelita, che più di una volta si mostra contraria ad averla nel gruppo. Non va mai su Lyoko, ma tenta di farlo una volta, nella puntata "Venerdi 13", quando era rimasta l'unica a poter aiutare Odd, ma prima che le porte degli scanner si chiudano, viene fermata da Aelita. Trattata sempre con diffidenza tranne da William si sente esclusa in quanto avrebbe voluto soltanto avere degli amici non persone incapaci di fidarsi di lei. Nonostante consigli ad Aelita di rinunciare a cercare sua madre attraverso il Cortex di Tyron in quanto distruggere XANA è la cosa più importante non viene ascoltata per via della testardaggine di Aelita e dei ragazzi che decidono di anteporre la salvezza del mondo per il desiderio seppur comprensivo ma egoistico di Aelita. In "Ammutinamento", viene cacciata dal gruppo e Jeremy avendo riparato il Ritorno al Passato lo usa per farle dimenticare della fabbrica.
- X.A.N.A. L'antagonista dei Guerrieri Lyoko, un anno dopo la battaglia finale, scoprono che è sopravvissuto, rifugiandosi nel Cortex, nel Supercomputer del Professor Tyron. Nel mondo reale attacca i ragazzi con i suoi spettri polimorfici, su Lyoko usa dei mostri creati da lui per attaccarli. Siccome un'intelligenza artificiale, non appare mai fisicamente.

### Personaggi secondari
- Elizabeth "Sissi" Delmas, interpretata da Clémency Haynes. È la figlia del preside, è vanitosa, nella serie originale creava guai ai Guerrieri Lyoko, soprattutto a Yumi e Ulrich, per i sentimenti che lei e Yumi provano per Ulrich, ma alla fine diventa loro amica, e cerca molto spesso di unirsi alle uscite tra ragazze di Yumi e Aelita.
- Franz Hopper, interpretato da Hugues Massignat. Il Padre di Aelita, si sacrificò per aiutare i ragazzi a sconfiggere X.A.N.A. nel cartone originale.
- Jim Moralès, interpretato da Bastien Thelliez. L'allenatore di ginnastica, in passato ha fatto molti mestieri, di cui però sembra vergognarsi.
- Professor Lowell Tyron, interpretato da Franck Beckmann. L'antagonista secondario dei Guerrieri Lyoko, è stato lui a creare il Cortex, permettendo a X.A.N.A. di sopravvivere al sistema multi-agente di Jeremy, ma è ignaro di tutto questo, e lancia i suoi ninja virtuali sulla rete per impedire ai ragazzi di infettare il suo Supercomputer.
- Jean-Pierre Delmas, interpretato da Éric Soubelet, doppiato da Alberto Bognanni. Il preside della scuola, è il padre di Sissi.
- Anthéa Schaeffer, interpretata da Sandrine Rigaux. È la madre di Aelita che quando era piccola venne rapita da degli uomini in nero, e venne creduta morta, ma Aelita scopre che è ancora viva e lavora con Tyron, senza sapere perché, ma farà di tutto per ritrovarla.
- Suzanne Hertz, interpretata da Sophie Fougère, doppiata da Cinzia Villari. L'insegnante di Scienze e Fisica.
- Samantha Suarez, interpretata da Louise Vallat. La ragazza di cui Odd è innamorato, e lei lo ricambia, anche se per colpa degli attacchi di X.A.N.A. a volte è costretto a darle buca.
- Graven, interpretato da Frédéric Anscombe. Un agente che lavora per Tyron. viene mandato al College per scoprire le identità dei Guerrieri Lyoko.
- Signor Gauthier, interpretato da Etienne Chicot. Il padre di Laura, è un politecnico, vuole solo il meglio per sua figlia, e per questo la mette sotto pressione perché lei si applichi, cosa che spiega il carattere superficiale di Laura.
- Rémi, interpretato da Elie L'Homme. È un compagno di classe di Yumi.

## Principali differenze conCode Lyoko
- Viene introdotto un nuovo personaggio, Laura Gauthier.
- Alcuni personaggi, come Kiwi il cane di Odd, Nicholas, Hervé e Hiroki il fratellino di Yumi, non sono più presenti nella storia.
- 2 settori di Lyoko, la Banchisa e la Foresta, non esistono più, perché hanno perso i loro dati quando il Supercomputer è rimasto spento dopo la sconfitta di X.A.N.A. nella serie originale.
- Appare un nuovo mondo virtuale, il Cortex, simile a Lyoko. Per accedervi, bisogna digitare il codice 25062003. Ha la forma di un disco con un cuore, attorno al quale ruotano degli anelli. Quando ci si avvicina troppo al centro, le sezioni del disco cominciano a spostarsi, riconfigurandosi. La sua creazione è antecedente alla rinascita di XANA[6], dove si è rifugiato per proteggersi dal programma multiagente creato da Jeremy che avrebbe dovuto distruggerlo. I dati del Cortex sono installati sul computer quantistico di Tyron, molto simile a quello di Franz Hopper. I Guerrieri Lyoko esplorano il Cortex servendosi del Megapod, un nuovo veicolo guidato da Odd.[7]
- Yumi nel mondo virtuale, oltre ai suoi ventagli, ha in aggiunta anche una nuova arma, un Bastone Bo.
- Sono stati creati nuovi avversari su Lyoko, dei ninja mascherati con pochi punti vita, ma abili con la spada, in grado di rendersi invisibili e attraversare gli oggetti. In realtà, sono avatar di uomini di Tyron, che attaccano i Guerrieri Lyoko quando entrano nel cuore del Cortex.
- Code Lyoko - Evolution alterna live action per le scene ambientate nel mondo reale e grafica 3D quando i personaggi si trasferiscono su Lyoko. In Code Lyoko le scene nel mondo reale erano in animazione 2D.
- Grazie ai codici sorgente che hanno ricevuto da X.A.N.A., ora anche Yumi, Odd e Ulrich possono disattivare le torri, finche non li perdono tutti. Mentre in Code Lyoko, solo Aelita era in grado di disattivarle.
- In Code Lyoko, Aelita veniva virtualizzata in tutti gli episodi, ma in Evolution, sono presenti alcuni episodi in cui Aelita non viene virtualizzata.
- Gli avatar virtuali dei Guerrieri Lyoko sono gli stessi che hanno ricevuto nella 4ª Stagione della serie originale, ma siccome la grafica del mondo virtuale è cambiata, gli avatar hanno un aspetto leggermente diverso.
- La sigla e la basi musicali, sono state cambiate.
- Il Ritorno al Passato viene usato meno rispetto alla serie originale.

## Accoglienza e riconoscimenti

### Trasmissioni internazionali
Code Lyoko Evolution è stata trasmessa in più di 100 paesi in tutto il mondo.
| Stato               | Canale/i |
| ------------------- | --- |
| Egitto              | Mix One |
| Indonesia           | MNCTV, NET. |
| Israele             | NOGA, Arutz HaYeladim |
| Medio Oriente       | MBC4, MBC Action, MBC Max, MBC+ Variety, Shahid VIP, Space Power TV, MBC Variety, Mix One, Spacetoon Go, Rotana Drama, LBC    |
| Francia             | France 4, Canal J, Boing, TV5Monde, Game One, MTV, Nickelodeon Teen                                                           |
| Italia              | Rai 2 |
| Iran                | MBC Persia |
| Russia              | Karusel |
| Rep. Ceca           | AMC |
| Portogallo          | Canal Panda, FOX, Fox, Panda Biggs                                                                                            |
| Emirati Arabi Uniti | MBC4, MBC Action, MBC Max, MBC+ Variety, Shahid VIP, Space Power TV, MBC Persia, MBC Variety, Spacetoon Go, Rotana Drama, LBC |
| Belgio              | RTBF, 2 BE, OUFtivi, La Trois                                                                                                 |
| Polonia             | Teletoon+ |
| Finlandia           | MTV3, MTV Sub |
| Serbia              | TV Ultra |
| Ungheria            | AMC |
| Romania             | AMC |